# El empleado y el patrón
El empleado y el patrón és una pel·lícula dramàtica co-produïda entre l'Uruguai, l'Argentina, Brasil i França de 2021 que està dirigida per Manolo Nieto. Narra la història d'un jove a qui el seu pare li encarrega l'administració de les seves terres i haurà de prendre l'obligació de contractar un nou personal perquè funcioni degudament l'estada, on succeirà un fet inesperat i irreparable. És protagonitzada per Nahuel Pérez Biscayart, Justina Bustos, Cristian Borges, Fátima Quintanilla i Jean-Pierre Noher. La pel·lícula va ser escollida com la presentació uruguaiana per l'Oscar a la millor pel·lícula de parla no anglesa en la 95a edició dels premis Óscar.
La pel·lícula es va estrenar el 9 de juliol de 2021 al 74è Festival Internacional de Cinema de Canes i després va tenir el seu llançament limitat a les sales de cinemes de l'Argentina el 13 de gener de 2022 sota la distribució de Latido Films.

## Argument
Rodrigo (Nahuel Pérez Biscayart), és un jove que està casat amb Federica (Justina Bustos), amb qui té un fill molt petit que aparentment tindria un problema neurològic de naixement, per la qual cosa, decideixen fer-li estudis mèdics. Mentrestant, a Rodrigo se li presentarà una altra complicació, el seu pare (Jean-Pierre Noher) li demana que es faci càrrec de l'estada, la qual va sofrir la baixa de dues tractoristas i ha de sortir en cerca de nous empleats. És així, com decideix anar a la casa d'un antic treballador del seu pare, en una zona fronterera entre l'Uruguai i el Brasil, però aquest el rebutja a causa de la seva edat i els seus problemes de salut. No obstant això, li suggereix que contracti el seu fill Carlos (Cristian Borges) de 18 anys. D'aquesta manera, tots dos inicien una relació amistosa que desafia totes les diferències socials, fins que un dia en el treball succeeix una tragèdia sense precedents que posa en tensió l'amistat i les relacions entre les famílies.

## Repartiment
- Nahuel Pérez Biscayart com Rodrigo.
- Cristian Borges com Carlos.
- Justina Bustos com Federica.
- Fátima Quintanilla com Estéfanie.
- Jean-Pierre Noher com Pare de Rodrigo.
- Carlos Lacuesta com Lacuesta.
- Roberto Olivera com Sampaio.

## Recepció

### Comentarios de la crítica
Comentaris de la crítica ===
La pel·lícula va rebre crítiques positives per part de la premsa. Diego Batlle d'Otros cines va descriure al film com a «inquietant i provocador», que «es va enrarint i complicant, però sense perdre mai la tensió ni l'interès». Per part seva, Paula Vázquez Prieto de Página/12 va ressaltar que la cinta «planteja les desigualtats llatinoamericanes sense convencionalismes i apel·lant als contrastos i les ambigüitats de tots els implicats en el joc social». En una ressenya pl diari La Nación, Pablo De Vita va escriure que el director «maneja amb gran solvència els recursos visuals d'una història, […] a la qual imprimeix interès en el seu notable maneig de cambra i en el retrat que aconsegueix d'aquest ambient tan pla en l'horitzó com en els vincles humans» i va destacar l'actuació de Pérez Biscayart, dient «que compon magistralment el seu paper».
Per altra part, Juan Pablo Russo d'Escribiendo cine va qualificar a la pel·lícula amb un 9, expressant que «és un film suggestiu [...], li escapa al conte moral i funciona més com un reflex de dos universos oposats». Samantha Schuster del lloc web Cinéfilo serial va rescatar que el film «resulta ser una mescla entre un drama i un thriller molt sòlid, que gràcies als girs sorprenents i impactants, les actuacions de l'elenc que ens ofereix personatges plens de matisos […] ens va portant per un viatge intens i satisfactori».

### Premis i nominacions
| Llista de premis i nominacions | Llista de premis i nominacions | Llista de premis i nominacions                   | Llista de premis i nominacions | Llista de premis i nominacions | Llista de premis i nominacions |
| Any                            | Organització                   | Categoria                                        | Nominat/a(s)                   | Resultat                       | Ref(s)                         |
| ------------------------------ | ------------------------------ | ------------------------------------------------ | ------------------------------ | ------------------------------ | ------------------------------ |
| 2023                           | Premis Cóndor de Plata         | Millor pel·lícula en coproducció amb l'Argentina | El empleado y el patrón        | Nominat                        | [ 12 ]                         |